# 台灣杉
臺灣杉（學名：Taiwania cryptomerioides、魯凱語：wa driwru ki Dramare Ka angatu，意為撞到月亮的樹）又稱臺灣爺、亞杉等，是一種大型的柏科台灣杉屬植物。台灣杉屬（Taiwania）主要分佈於台灣中部以及南部地區約1,500至2,500公尺高的山區，非法伐木的行為已導致此物種瀕臨絕種。

## 歷史
1906年由日本植物學家早田文藏在台灣發表，以台灣之名來命名這個屬。

## 形态
這個樹種是东亚第二高的樹種，可高達90公尺和直徑達3公尺。100歲以下的植株，樹葉呈針狀，約8－15公釐長；成熟的植株，樹葉變成像鱗狀，3－7公釐長。毬果較小，15－25公釐長、15－30公釐寬，易脆的鱗片，每個鱗片有2個種子。幼株枝葉顏色為粉綠，老株為深綠。
雌雄同株，雄蕊群5至7枚，密集生於小枝先端，有短柄，雄蕊15至16枚，每一雄蕊有2至3個花粉囊，雌蕊群頂生，球形或橢圓形，多為鱗片，每一鱗片內有胚珠2枚。
毬果球形或卵形，長約2公分，徑約1公分，每一果鱗內有種子1至2枚，種子具有薄翅，呈長橢圓形，首尾兩端陷入。

## 特性
台灣杉為常綠喬木，樹形多數呈三角形，樹皮紅褐色或近似紅褐色，有龜甲狀深裂。木材軟身，但是耐用和散發香味，過去有很高的需求，主要用於寺廟建築和棺材。樹的稀有與其緩慢的生長速度意味著合法的供應非常稀少。

## 分佈
台灣杉目前在世界上只零星的殘存於亞洲的西南部山區，分布狹隘，族群量不多，且大都單傳一種存活於隔離的地區。行政院農業委員會林業試驗所六龜研究中心及國立台灣大學實驗林有小面積之人工林。於中華人民共和國雲南西部、湖北西南部、貴州東南部以及越南老街省、緬甸北部也有分佈，與台灣發現的物種（台灣杉）視為同一物種。斯瓦巴群島、中國東北及日本本州有台灣杉的化石記錄。

## 其他
一些植物學家將亞洲大陸上的族群劃為另一個種類禿杉（Taiwania flousiana）；不過在將各地區的標本比較後，發現其所主張的不同並不一致。台灣杉在分類上仍有許多可議之處，在此處不斷然決定其分類地位，更多資訊可參見《臺灣植物誌》等相關書籍。
中華民國國家高速網路與計算中心與中華電信、日本富士通共同研製的超級電腦「台灣杉」命名自此植物，於2018年5月啟用。
经可靠测量，身長高度最高的台湾杉為位於大安溪上游的編號「55214」巨木，高达84.1公尺，為台灣及東亞已知最高的樹。除此之外，高达79.1公尺的「桃山神木」與高約82公尺的「卡阿郎巨木」也均为台湾杉。

## 擴展閱讀
維基物種上的相關：台灣杉
- 台灣杉主題館 （页面存档备份，存于）
- 台灣國寶 台灣杉的故事
- 台灣杉、杉木、柳杉 作者／攝影：楊國禎　(靜宜大學生態研究所副教授) （页面存档备份，存于）